# Портал державних послуг Російської Федерації
Федеральна державна інформаційна система «Єдиний портал державних та муніципальних послуг (функцій)» (Єдиний портал держпослуг, ЄПДП, коротко — Держпослуги) — довідково-інформаційний інтернет-портал .
Забезпечує доступ фізичних та юридичних осіб до відомостей про державні та муніципальні послуги в Російській Федерації, державних функцій з контролю та нагляду, про послуги державних та муніципальних установ, про послуги організацій, що беруть участь у наданні державних та муніципальних послуг, а також надання в електронній формі державних та муніципальних послуг. Всі послуги, розміщені на порталі, співвіднесені з конкретним регіоном Росії: місце отримання послуги визначає наявність самої послуги, так і умови її надання .
Станом на 30 грудня 2020 року на порталі було зареєстровано 126 млн росіян.

## Історія
Попередником Інтернет-порталу Gosuslugi.ru був сайт ogic.ru, розроблений ФГУП НДІ «Схід» . Після зміни керівництва Міністерства зв'язку Росії було ухвалено рішення про створення нового порталу .
У серпні 2009 року Уряд Російської Федерації визначив компанію «Ростелеком» єдиним виконавцем заходів програми «Електронна Росія» щодо проектування та створення інфраструктури електронного уряду; до цих заходів було включено також забезпечення надання державних послуг в електронному вигляді. 17 жовтня 2009 року Уряд затвердив план переходу на надання державних послуг та виконання державних функцій в електронному вигляді федеральними органами виконавчої влади. Регіональні та муніципальні послуги підлягали переходу до електронного вигляду на основі договорів, що укладаються з виконавчими органами влади регіонів Росії та органами місцевого самоврядування .
Замовником проекту зі створення порталу Gosuslugi.ru виступив «Ростелеком», безпосереднім виконавцем проекту — компанія «Енвіжн Груп». 25 листопада 2009 року Інтернет-портал державних послуг запрацював у тестовому режимі. Офіційне відкриття порталу відбулося 15 грудня 2009 року (при цьому запуск сайту супроводжувався значними труднощами). На порталі була розміщена інформація про 110 послуг загальнодержавного рівня та понад 200 — регіонального та муніципального.
1 квітня 2010 року на порталі почав працювати сервіс авторизації («особистий кабінет»), що надало користувачам можливість зареєструватися на сайті та надсилати документи на оформлення різних послуг (до цього моменту на порталі можна було лише знайти довідкову інформацію) .
До липня 2010 року на порталі зареєструвалося понад 120 тис. користувачів, з яких авторизацію пройшли понад 90 тис. декларацій, ліцензування окремих видів діяльності).
Починаючи з грудня 2010 року в Москві та інших містах стали встановлюватися інформаційно-комунікаційні термінали для зв'язку з порталом держпослуг . Термінал дозволяє отримувати доступні в електронному вигляді державні та муніципальні послуги особам, які не мають доступу до Інтернету .
У вересні 2011 року кількість авторизованих користувачів порталу склала більш ніж1 млн осіб . 25 листопада 2011 року портал був удостоєний спеціальної нагороди на церемонії вручення Премії Рунету .
До кінця 2011 року на порталі держпослуг було розміщено 34 319 послуг. В електронному вигляді надавалися 511 послуг, з яких 371 — регіональні та 140 — федеральні. Число авторизованих користувачів склало 1316139 осіб .
У лютому 2012 року було представлено нову версію порталу . 13 квітня 2012 року кількість користувачів порталу склала понад 2 млн. .
Наприкінці 2012 року число користувачів мобільного додатку склало близько 400 тисяч осіб .
За даними Мінкомзв'язку, кількість зареєстрованих на порталі росіян за 5 років, з 2012 по 2017 зросла більш ніж у 15 разів.
У травні 2013 року у користувачів з'явилася можливість входу на портал із використанням універсальної електронної картки .
15 липня 2014 року запущено бета-версію оновленого порталу держпослуг . Бета версія доступна за адресою beta.gosuslugi.ru. На даному етапі версія є доповненням до поточного порталу. На бета-версії представлено три послуги: перевірка штрафів від ДІБДР, перевірка податкової та судової заборгованостей, які можна сплатити за використанням порталу. Перевірку податкової заборгованості доповнено сервісом з уточнення індивідуального номера платника податків (ІПН).
15 липня 2016 року бета-тест завершився і новий інтерфейс став основним за умовчанням .
За підсумками 2018 року, кількість користувачів порталу збільшилась до 86 млн осіб. В середньому 1,6 млн користувачів відвідує портал щодня
26 листопада 2019 року було оголошено про реєстрацію в Єдиній системі ідентифікації та аутентифікації 100 млн користувачів, з них 62 млн осіб мають підтверджений обліковий запис .У 2020 році на порталі додано можливість збору підписів для реєстрації кандидатів на виборах у декількох суб'єктах Російської Федерації .
У 2021 році відповідно до постанови уряду, підписаної прем'єр-міністром Російської Федерації Михайлом Мішустіним, в особистому кабінеті стали доступні результати тестування на коронавірус. Захищеними каналами інформація надходить від організацій, які проводили тестування, спочатку до референс-центру Росспоживнагляду, а потім у особистий кабінет на «Держпослугах» .
У березні 2021 року було запущено нову версію порталу «Держпослуги». Діалог з користувачем став будуватися за принципом «питання-відповідь».
У вересні 2021 року було оголошено про суттєве розширення функціоналу єдиного порталу держпослуг: тепер користувачам більше не потрібно буде повністю заповнювати онлайн-заяви вручну, а також займатися пошуком паперових документів, бо портал тепер може автоматично подавати необхідні запити до відповідних служб.
У січні 2022 року було укладено контракт з компанією " Ростелеком " на інтеграцію Єдиної системи ідентифікації та аутентифікації (ЕСІА) з державною інформаційною системою «Єдина біометрична система» (ГІС ЄБС), який дозволить отримувати доступ до «Держпослуг» за біометричними даними користувача У той же час для тих, хто відмовиться здавати свої біометричні дані, можливість доступу до порталу буде збережено.
У 2022 році портал «Держпослуги» рішенням урядової комісії було включено до російського переліку соціально значущих ресурсів для проекту «Доступний інтернет», що розробляється на виконання закону «Про доступний інтернет», відповідно до якого доступ до порталу оператори зв'язку в Росії надаватимуть безкоштовно .
26 лютого 2022 року, на тлі вторгнення Росії в Україну почалися атаки хакерів на портал — зафіксовано понад 50 DDoS-атак потужністю понад 1 Тбайт. Мінцифри попередило, що можливі перебої у роботі сайту .

## Правове регулювання
Функціонування порталу Gosuslugi.ru як державного веб-сайту здійснюється на основі федерального закону Російської Федерації «Про організацію надання державних та муніципальних послуг» від 27 липня 2010 № 210-ФЗ та постанови уряду Росії від 24 жовтня 2011 № 861, яким було затверджено Положення про федеральну державну інформаційну систему «Єдиний портал державних та муніципальних послуг (функцій)» .

## Структура
Інформація на порталі Gosuslugi.ru згрупована за двома категоріями — для фізичних та юридичних осіб.

### Для фізичних осіб
- Громадянство, реєстрація, візи
- Родина
- Соціальне забезпечення
- Земельно-майнові відносини
- Податки та збори
- Правоохоронна діяльність
- Праця і зайнятість
- Природокористування та екологія
- Сільське господарство та ветеринарія
- Культура, мистецтво
- Освіта і наука
- Житлово-комунальне господарство
- Підприємницька діяльність
- Охорона здоров'я
- Страхування
- Інформаційні технології і зв'язок
- Транспорт та шляхове господарство
- Митна справа
- Економіка, фінанси, статистика
- Енергетика[29]

### Для юридичних осіб
Крім перерахованих вище розділів, тут є додаткові підрозділи:
- Некомерційні організації
- Виробництво, будівництво та торгівля[29]

Є можливість групувати дані щодо відомств, що надають ту чи іншу послугу, а також щодо життєвих ситуацій. На сайті розміщено поточні новини та довідковий розділ «Питання та відповіді».